# Esbart Montseny
L'Esbart Montseny va ser un esbart creat per un grup d'antics dansaires de l'Esbart Santa Maria fundat l'any 1951, integrat en el Centre Moral i Cultural del Poblenou.
El propòsit d'aquest grup era resseguir l'activitat de l'esbart anterior i reivindicar la cultura tradicional catalana. Des que fou fundat, més de cinc-centes personesen van formar part. L'Esbart Montseny es va especialitzar en danses d'escenari, que va representar en moltes localitats del país, com també en algunes ciutats de França i Suïssa.
Actualment està dissolt.